# 1914 في أستراليا
فيما يلي قوائم الأحداث التي وقعت خلال عام 1914 في أستراليا.

## سياسة

### تعيين في المنصب
- 17 سبتمبر – أندرو فيشر أمين صندوق أستراليا [الإنجليزية]‏، رئيس وزراء أستراليا.

### انتهاء فترة المنصب
- 17 سبتمبر – جوزيف كوك رئيس وزراء أستراليا.

## رياضة
- 1 يناير – البطولات الأسترالاسية 1914

## مواليد

### يوليو
- 15 يوليو – فرانك هيدلام

### نوفمبر
- 29 نوفمبر – جانيت جونسون

### ديسمبر
- 21 ديسمبر – فرانك فنر